# Rada pro konkurenceschopnost (COMPET)
Rada pro konkurenceschopnost (COMPET) je konfigurace Rady Evropské unie, která se schází nejméně čtyřikrát ročně. Tato rada sdružuje ministry odpovědné za obchod, hospodářství, průmysl, výzkum a inovace a vesmír ze všech členských států EU. Zabývá se čtyřmi oblastmi politiky: vnitřním trhem, průmyslem, výzkumem a inovacemi a vesmírem.
Tato rada byla vytvořena v červnu 2002 sloučením tří předchozích konfigurací (vnitřní trh, průmysl a výzkum).